# Уметник (музика)
У музици, уметник (енг. artist и фр. artiste) је врло талентован, стручан и обучен музичар (инструменталиста, певач, играч, композитор, диригент) који се од осталих музичара одваја:
- високим професионалним нивоом и великом потребом да себе (своје мисли и осећања) изрази,
- квалитетом (влада занатом: врхунска техника, леп тон и чиста интонација; изразита музикалност),
- властитим делима (вечити стваралац, изумитељ новог, корисног, вредног и лепог),
- властитим идејама (оне су једноставне, логичне, природне, надахнуте, богате и оригиналне),
- оригиналношћу (има свој оригинални - „лични печат“ који је врло препознатљив).

Уметници су малобројни и често врло ангажовани и омиљени у друштву захваљујући свом умећу. Своја достигнућа и своју уметност презентују на приредбама, концертима, путем разних публикација, медија и др.
Зависно од свог афинитета и опредељења, уметник може да се бави народном, забавном, џез или класичном музиком.
Историју музике стварају управо музичари уметници.
Уметник може бити стално запослен (оркестар), а може бити и слободан уметник (није редовно запослен). Многи уметници поред главне делатности раде и као предавачи.